# Interwetten Austrian Open Kitzbühel 2009
Interwetten Austrian Open Kitzbühel 2009 — тенісний турнір, що проходив на ґрунтових кортах у місті Кіцбюель, Австрія з 18 травня . Належав до категорії ATP World Tour 250, був турніром серії Austrian Open Kitzbühel 2009 року.

## Фінальна частина

### Одиночний розряд
Гільєрмо Гарсія-Лопес —  Жульєн Беннето 3–6, 7–6(7–1), 6–3

### Парний розряд
Марсело Мело /  Андре Са —  Андрей Павел /  Горія Текеу 6–7(9–11), 6–2, [10–7]